# Hotter Than Hell
Hotter Than Hell és el segon àlbum de la banda Kiss.

## Llista de cançons
1. Got to Choose – 03:54
2. Parasite – 03:01
3. Goin' Blind – 03:36
4. Hotter Than Hell – 03:31
5. Let Me Go, Rock 'n' Roll – 02:14
6. All the Way – 03:18
7. Watchin' You – 03:43
8. Mainline – 03:50
9. Comin' Home – 02:37
10. Strange Ways – 03:18